# Shéhérazade Bentorki
Shéhérazade Bentorki (ur. 6 listopada 1986) – francuska zapaśniczka walcząca w stylu wolnym. Zajęła 19 miejsce na mistrzostwach świata w 2010. Piętnasta w mistrzostwach Europy w 2007. Brązowa medalistka akademickich MŚ w 2008 i 2010. Triumfatorka mistrzostw śródziemnomorskich w 2010. Mistrzyni Francji w 2011, druga w 2005 i 2012 roku.